# Renaudarctus psammocryptus
Renaudarctus psammocryptus is een soort in de taxonomische indeling van de beerdiertjes (Tardigrada). 
Het diertje behoort tot het geslacht Renaudarctus en behoort tot de familie Renaudarctidae. De wetenschappelijke naam van de soort werd voor het eerst geldig gepubliceerd in 1984 door Kristensen & Higgins.